# Homolobus bifurcatus
Homolobus bifurcatus är en stekelart som beskrevs av Van Achterberg 1979. Homolobus bifurcatus ingår i släktet Homolobus och familjen bracksteklar. Inga underarter finns listade i Catalogue of Life.